# Шевченка (Вінницький район)
Шевченка — селище в Україні, в Вороновицькій селищній громаді Вінницького району Вінницької області.
Населення становить 39 осіб.